# Jerf el Ahmar
Jerf el Ahmar (vertaald: rode klippen), is een archeologische vindplaats in Noord-Syrië uit het neolithicum. De site ligt op de linkeroever van de Midden-Eufraat. Hij was bewoond tussen 9600 en 8500 v. Chr. en behoort daarmee tot de oudste plaatsen van het neolithicum.
Jerf el Ahmar ligt op twee heuvels die door een kleine wadi van elkaar gescheiden zijn. In de oostelijke verhoging (die het eerst bewoond werd) liggen negen bebouwingslagen boven elkaar. In de westelijke heuvel werden 5 bebouwingslagen opgegraven. Vijf eeuwen lang werd Jerf el Ahmar gevormd door de Mureybet-cultuur (Prekeramisch Neolithicum A of PPNA). De laatste bewoning van beide heuvels laat een overgang zien naar het Prekeramisch Neolithicum B of PPNB. 
Jerf el Ahmar heeft typische eigenschappen van de Mureybet-cultuur: architectuur, werktuigen, gereedschappen, wapens uit vuursteen evenals enige voorwerpen uit rotsgesteente. Elke keer nadat deze dorpen vernield werden, werden ze weer opnieuw opgebouwd. Elke opgravingslaag toont een zelfstandige ontwikkeling. Echter vanaf het achtste millennium v.Chr. wordt dit vervangen door een meer uniforme structuur. De vroege overgang naar de landbouw wordt zichtbaar.